# Julius Braun (Politiker)
Julius Emil Braun (* 11. August 1808?; † 19. Dezember 1874 in Erbisdorf) war ein deutscher Rittergutsbesitzer und konservativer Politiker.

## Leben und Wirken
Der Sohn des Erb- und Lehnrichters Gottlob Fürchtegott Braun in Pfaffroda erwarb 1840 ein Zehnhufengut in Erbisdorf, das er für 26.000 Thaler Carl Friedrich August von Burgk auf Burgk abkaufte. Ab 1855 besaß er zusätzlich das Rittergut im benachbarten Niederlangenau, wo er von 1856 bis 1870 auch das Amt des Friedensrichters ausübte.
Er gehörte dem Sächsischen Landtag des Jahres 1849/50 als Vertreter des 57. Wahlkreises in der II. Kammer an. Von 1854 bis 1859 war er Abgeordneter des 13. ländlichen Wahlkreises und schied danach aus dem Landtag aus. Von 1863 bis 1868 gehörte er diesem als stellvertretender Abgeordneter der Rittergutsbesitzer des Erzgebirgischen Kreises wiederum an und erlangte nach der Wahlrechtsreform von 1868 im 14. ländlichen Wahlkreis das Mandat für den Landtag von 1869/70. Von der Gründung 1865 bis zu seinem Tod gehörte er als ordentliches Mitglied dem Verwaltungsrat des Landwirtschaftlichen Kreditvereins im Königreich Sachsen an; ab 1867 bekleidete er das Amt des stellvertretenden Vorsitzenden. Von 1872 bis zu seinem Tod war er gewähltes Mitglied im Landeskulturrat.